# Christian August Crusius
Christian August Crusius, född 10 juni 1715, död 18 oktober 1775, var en tysk teolog.
Crusius var professor i filosofi och teologi i Leipzig. Crusius bekämpade såväl filosofen Christian von Wolffs som sin kollega Johann August Ernestis friare bibeluppfattning, vilket ledde till en akademisk partiuppdelning i crusianer och ernestianer, till vilka senare bland annat Johann Wolfgang von Goethe hörde. Själv företrädde Crusius en av Johann Albrecht Bengel påverkad profetisk teologi, i vilken han med utgångspunkt från Johannes uppenbarelse bland annat främställde en kiliastisk lära om ett gudsrike på jorden under 200 år.